# Paulo d'Eça Leal
Paulo d'Eça Leal (15. juli 1901 – 18. september 1977) var en portugisisk fægter som deltog i de olympiske lege 1924 i Paris, 1928 i Amsterdam, og 1936 i Berlin.
Leal vandt en bronzemedalje i fægtning under OL-1928 i Amsterdam. Han var med på det portugisiske hold som kom på en tredje plads i disciplinen kårde bagefter Italien og Frankrig.